# Bobasakoa
Bobasakoa est une commune (Kaominina), du nord de Madagascar, dans la province de Diego-Suarez.

## Administration
Bobasakoa est une commune du district d'Antsiranana II, située dans la région de Diana, dans la province de Diego-Suarez.

## Économie
La population est majoritairement rurale. On trouve sur le territoire communal de nombreuses rizières.

## Démographie
La population est estimée à 6 309 habitants, en 2001.